# Opsebius pepo
Opsebius pepo is een vliegensoort uit de familie van de spinvliegen (Acroceridae). De wetenschappelijke naam van de soort is voor het eerst geldig gepubliceerd in 1870 door Loew in Heyden.